# Облогова вежа
Облогова вежа, штурмова вежа, облогова башта — військова облогова установка для забезпечення швидкого доступу штурмової піхоти на стіни міста, фортеці або замку під час облоги. Відоме також слово гуляй-городина — того ж походження, що й «гуляй-город».

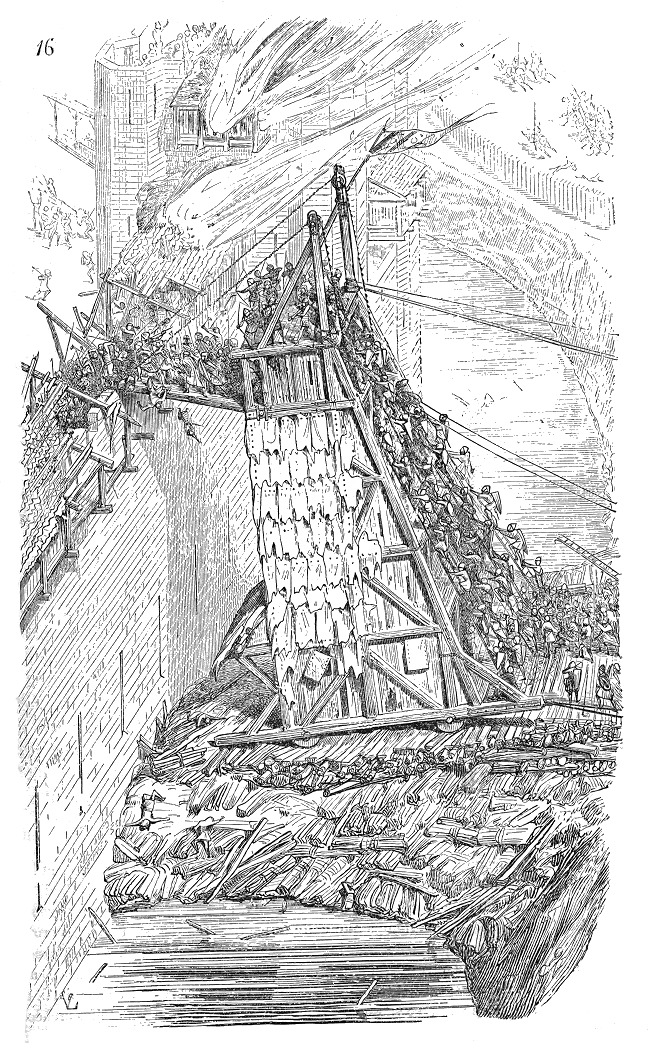
Облогова вежа у дії під час облоги Галікарнаса — внизу розміщений таран, попереду вежа покрита шкірами. Рів перед стіною засипаний, щоб підкотити вежу.

Облогова вежа являла собою велику дерев'яну конструкцію, зазвичай прямокутної форми. Висота облогової вежі дорівнювала висоті стіни яку треба було штурмувати або навіть трохи вище, щоб лучники на вежі могли вести стрільбу по захисниках з верхнього майданчика. Матеріалом для виготовлення слугувало дерево, інколи для захисту від вогню вежу покривали негорючим матеріалом (свіжоздерті шкури худоби або металеві листи). Пересувалася вежа, як правило, на чотирьох колесах, ручної тягою або тягловою худобою. Головне завдання облогової вежі було забезпечення штурмовій групі швидкого і масового доступу на стіну. Для цього вежу підвозили якомога ближче до стіни і опускали місток (трап). Таким чином штурмовики до опускання трапа були прикриті вежею від обстрілу противника. Штурмовики могли захопити ділянку захисної стіни і надати можливість основним силам наступальної сторони увірватися в місто, фортецю або замок. У давнину захисники фортеці або міста старалися всіма силами підпалити облогову вежу або знищити її метальними машинами. З появою в 14-15 століттях порохової артилерії і підривних зарядів вони стали головною небезпекою облогових веж.
Оскільки вежа являла собою неповоротку велику конструкцію її транспортування до місця облоги була досить проблематичним. У зв'язку з цим їх, так само, як і требушети, збирали на місці майбутньої облоги. Крім того, їх виготовлення займало тривалий час, тому до них вдавалися тільки в разі, якщо звичайні методи штурму (застосування облогових драбин, руйнування воріт і стін таранами і метальними знаряддями) не приводили до успіху.
Перша відома облогова вежа була побудована карфагенянами, згодом вони набули поширення по всьому  Середземномор'ю. Найбільша облогова вежа античності, Гелеполіс («Загарбник міст»), використана македонянами при облозі Родосу в 305 році до н. е. мала близько 45 метрів висоти і близько 20 метрів ширини. У вежі було 9 рівнів, а «екіпаж» становив близько 200 воїнів. Вежа приводилася в рух за допомогою лебідки. Хоча, захисники зупинили цю вежу, затопивши територію перед стіною, так що вежа загрузла в багнюці. Це показує, що для застосування великих облогових веж потрібна рівна поверхня. Деякі фортеці і міста були невразливими для облогових веж в силу складного рельєфу місцевості перед ними. Переміщення облогових веж через складний рельєф було дуже проблематичним, тим паче під вогнем супротивника.
З іншого боку, майже всі великі міста були збудовані на річках або морському узбережжі і, таким чином, мали слабкі місця в навколишніх стінах. Крім того, в таких випадках, вежі могли бути зроблені заздалегідь і доставлені до місця облоги водним шляхом. У рідкісних випадках, вежі могли бути змонтовані на кораблях і використані для штурму берегових стін. Так було під час облоги Кізіка під час Третьої Мітрідатовой війни.
Облогові вежі активно використовувалися і наступні століття, згодом на них почали ставити гармати для обстрілу оборонців укріплень. Облогові вежі використовувалися запорізькими козаками при штурмах ворожих укріплень.